# Carl Johan af Wirsén
Carl Johan af Wirsén, född 12 september 1777 på Sveaborg, död 20 oktober 1825 i Stockholm, var en svensk sjömilitär (viceamiral). Han var bror till Gustaf Fredrik Wirsén och far till Thure af Wirsén.

## Biografi
Fadern Johan Wirsén (1738–1809) var revisor vid svenska flottan. Sonen Carl Johan föddes på Sveaborg, sattes i skeppsgosseskolan där redan som 6-åring och deltog som 12-årig sergeant vid första slaget vid Svensksund 1789. 1795 utnämndes han till fänrik och 1797–1804 seglade han tidvis på kofferdifartyg i handelsflottan samtidigt med sin tjänst vid arméns flotta.
1807 förde Wirsén som löjtnant befäl över en division kanonslupar vid kriget i Pommern och utmärkte sig för vaksamhet, snabbhet och mod. 1808 blev han kapten och anställdes som adjutant hos amiral Claes Hjelmstierna vid utbrottet av finska kriget samma år. Han sårades i slaget vid Sandö och var en tid ur tjänst. 1809 utnämndes han till major i flottorna och förordnades som chef för den eskader av skärgårdsflottan, som deltog i den misslyckade  expeditionen till Västerbotten i augusti samma år, i slutet av finska kriget.
1812 upphöjdes Wirsén i adligt stånd under namnet af Wirsén och blev överstelöjtnant vid Arméns flotta. Under andra Napoleonkriget förde han 1813 befälet på den eskader som intog Pommern och åtföljde under fälttåget i Tyskland kronprins Karl Johan som generaladjutant för flottorna. 1814 utnämndes af Wirsén till överste. Vid angreppet på Norge under sommaren samma år (när Sverige efter Napoleonkrigen gått i union med Norge) var han chef på skärgårdsflottan, tvingade den vid Hvaleröarna stationerade norska skärgårdsflottan att dra sig inåt Kristianiafjorden och hade så stor del i erövringen av Kragerø och Fredrikstad, att han omedelbart därefter befordrades till konteramiral. Året efter fick han befälet över Göteborgseskadern och tog kraftigt initiativ för en bättre organisation av den enheten. Hans anseende som administratör beredde honom 1823 chefskapet för Förvaltningen av sjöärendena, varpå han 1825 utnämndes till viceamiral.